# Yusuf II al-Mustansir
Pour les articles homonymes, voir Al-Mustansir.
Yûsuf al-Mustansir (ⵢⵓⵙⵓⴼ ⵍⵎⵓⵙⵜⴰⵏⵚⵉⵕ ⵓ ⴰⵏⵏⴰⵚⵉⵕ, المستنصر بالله يوسف بن الناصر), né en 1197, est un homme politique et religieux almohade.. Il succéda à son père  Muhammad an-Nâsir comme calife almohade en 1213 alors qu'il n'a que seize ans. Il est mort le 6 janvier 1224.

## Histoire
Son père, Muhammad an-Nâsir, ayant confié l'Ifriqiya à Abû Muhammad ben Abî al-Hafs, Yûsuf al-Mustansir lui laissa le soin de gouverner. Le Maghreb central échappa à son contrôle et même au Maroc la situation se détériora sous la poussée des Mérinides. Les cheikhs de Marrakech voulaient revenir à une pratique qui n'avait jamais été utilisée de soumettre le choix d'un nouveau calife à une investiture. Cela créa les désordres qui vont marquer la fin de la dynastie, c'est en effet à partir du règne d'al-Mustansir que le pouvoir almohade exprime des difficultés à imposer son ordre sur le territoire impérial.
Ses trois vizirs: 
- Abû Sa`îd ben Jâm`i (1214-1214) (déjà vizir de Muhammad an-Nâsir)
- Abû Yahyâ al-Hizrajîy (1214-1214) (أبو يحيى الهزرجي abū yaḥyā al-hizrajīy)
- Abû `Alî ben Achrafîy (1214-1214) (أبو علي بن أشرفي abū `alīy ben ašrafīy)
- Abû Sa`îd ben Jâm`i (1214-1223) (troisième vizirat)

## Sources
- Charles-André Julien, Histoire de l'Afrique du Nord, des origines à 1830, édition originale 1931, réédition Payot, Paris, 1994
- Le site en arabe http://www.hukam.net/